# Еталон буково-смерекового насадження (Надвірнянський район, Довжинецьке лісництво)
Еталон буково-смерекового насадження — ботанічна пам'ятка природи місцевого значення. Об'єкт розташований на території Надвірнянського району Івано-Франківської області, Довжинецьке лісництво, квартал 62, виділ 15.
Площа — 1,6000 га, статус отриманий у 1993 році.